# Ivan le conquérant
Pour plus de détails, voir Fiche technique et Distribution.
Ivan le conquérant (titre italien : Le sette sfide) est un film italo-yougoslave réalisé par Primo Zeglio, sorti en 1961. 

## Fiche technique
- Titre : Ivan le conquérant
- Titre italien : Le sette sfide
- Réalisation : Primo Zeglio
- Scénario : Emimmo Salvi, Sabatino Ciuffini, Roberto Natale, Giuseppe Taffarel, Primo Zeglio et Sergio Leone
- Photographie : Bitto Albertini
- Production : Emimmo Salvi
- Musique : Carlo Innocenzi
- Pays d'origine :  Italie |  Yougoslavie
- Format : Couleurs
- Genre : Film d'aventure
- Durée : 92 min
- Dates de sortie : 
  -  Italie : 1er avril 1961
  -  France : 2 août 1961
  -  Japon : 12 septembre 1961

## Distribution
- Ed Fury : Ivan
- Elaine Stewart : Tamara
- Bella Cortez :  Suani
- Roldano Lupi : Khan
- Paola Barbara :  Deniza